# Svanvik
Svanvik ist ein Ort in der Kommune Sør-Varanger im Fylke Finnmark, Norwegen.

## Geografie
Svanvik liegt im Pasviktal am Westufer des Pasvikelva, dessen Ostufer zu Russland gehört.
Über den Fylkesvei 88 ist der Ort an das norwegische Straßennetz angeschlossen.

## Ortsbeschreibung
In Svanvik befindet sich Svanhovd, ein 1992 gegründetes zum Norwegischen Institut für Bioökonomie gehörendes Forschungszentrum für Landwirtschaft, Umwelt und Umweltverschmutzung. Hier befinden sich die norwegische Strahlenschutzbehörde, das Sør-Varanger Museum, Bioforsk und die Volkshochschule Pasvik.

## Grenzstation Pasvik
Bis 2013 war Svanvik eine der sechs Grenzstationen der Grenzkompanie in Sør-Varanger. Seit 2014 unterstehen der Grenzstation Svanvik die drei südlichsten Grenzstationen Svanvik, Skogfoss und Gjøkåsen. Im Juni 2014 wurde eine Kaserne in Betrieb genommen, in der die neu gegründete Grenzkompanie Pasvik untergebracht ist.

## Sehenswürdigkeiten
- Svanviks kapell ist eine Kreuzkirche aus Holz aus dem Jahr 1934, erbaut von Architekt Harald Sund
- Birk Husky ist ein Wildmarkzentrum mit Gästehaus und Restaurant
- Øvre-Pasvik-Nationalpark